# Saint-Crespin-sur-Moine
Saint-Crespin-sur-Moine era una comuna francesa situada en el departamento de Maine y Loira, de la región de Países del Loira, que el 15 de diciembre de 2015 pasó a ser una comuna delegada de la comuna nueva de Sèvremoine al fusionarse con las comunas de La Renaudière, Le Longeron, Montfaucon-Montigné, Roussay, Saint-André-de-la-Marche, Saint-Germain-sur-Moine, Saint-Macaire-en-Mauges, Tillières, y Torfou.

## Demografía
| Gráfica de evolución demográfica de Saint-Crespin-sur-Moine entre 1800 y 2013 |
|                                                                               |

Los datos demográficos contemplados en este gráfico de la comuna de Saint-Crespin-sur-Moine se han cogido de 1800 a 1999 de la página francesa EHESS/Cassini, y los demás datos de la página del INSEE.